# Berkelij
Berkélij je umetni element, ki ima v periodnem sistemu simbol Bk in atomsko število 97. Ta radioaktivni kovinski element iz skupine aktinoidov so najprej sintetizirali z obstreljevanjem americija z delci alfa (ioni helija) in ga poimenovali po kalifornijskem mestu Berkeley. Berkelij je bil peti sintetizirani transuranski element.

## Pomembne lastnosti
Količine berkelija-249 (razpolovni čas 314 dni), ki jih je moč tehtati, omogočajo odkritje nekaterih lastnosti s pomočjo makroskopskih količin. Leta 2004 berkelij še ni bil izoliran v svoji elementarni obliki, vendar domnevajo, da je srebrna kovina, ki pri povišanih temperaturah na zraku zlahka oksidira in je topna v raztopinah mineralnih kislin. Za identifikacijo različnih spojin berkelija se uporabljajo tehnike loma žarkov X; z njimi je moč odkriti berkelijev dioksid (BkO2), berkelijev fluorid (BkF3), berkelijev oksiklorid (BkOCl), in berkelijev trioksid (BkO3). Leta 1962 so izolirali vidno količino berkelijevega klorida, ki je tehtala 3 milijardinke grama. To je bila prva vidna količina čiste berkelijeve spojine.
Kot drugi aktinoidi se tudi berkelij kopiči v okostnih tkivih. Ta element nima znane rabe izven temeljnih raziskav in ne igra nobene biološke vloge.

## Zgodovina
Berkelij so prvič sintetizirali Glenn Theodore Seaborg, Albert Ghiorso, Stanley G. Thompson, in Kenneth Street mlajši s Kalifornijske univerze v Berkeleyju, ZDA, decembra 1949. Skupina je uporabila ciklotron za obstreljevanje miligramske tarče americija-241 z delci alfa in s tem pridobila berkelij-243 (razpolovna doba 4 ure in pol) in dva prosta nevtrona. Pozneje so sintetizirali še berkelij-249, enega od najdlje živečih izotopov tega elementa (razpolovni čas 320 dni) tako, da so tarčo iz kirija-244 izpostavili močnemu žarku nevtronov.

## Izotopi
Podrobneje je opisano 19 radioizotopov berkelija, najstabilnejši od njih so Bk-247 z razpolovno dobo 1380 let, Bk-248 z razpolovno dobo več kot 9 let in Bk-249 z razpolovno dobo 320 dni. Vsi ostali radioaktivni izotopi imajo razpolovne dobe krajše od 5 dni, večina od njih celo krajše od 5 ur. Ta element ima tudi dve stanji meta, najstabilnejše je Bk-248m (t½ 23,7 ur). Atomska teža izotopov berkelija je med 235,057 a. m. e. (Bk-235) do 254,091 a. m. e. (Bk-254).